# Platygaster ennius
Platygaster ennius är en stekelart som beskrevs av Walker 1836. Platygaster ennius ingår i släktet Platygaster och familjen gallmyggesteklar. Inga underarter finns listade i Catalogue of Life.